# 福島市立水保小学校
福島市立水保小学校（ふくしましりつ みずほ しょうがっこう）は、福島県福島市にある公立小学校である。

## 概要
福島市西部の吾妻地区南部を通学区域とし、白津川と鍛冶屋川に囲まれた合流点に位置する。2020年5月1日現在、7学級76名の児童が在籍する。校歌は源後三郎作詞、仁志田正衛作曲、橋本秀次編曲によるものである。

## 沿革
- 1873年12月25日 - 学校創立。後に町村合併、学制改革を経て信夫郡吾妻町立水保小学校となる。
- 1968年10月 - 吾妻町が福島市に編入され、福島市立水保小学校となる。
- 1989年2月15日 - RC造二階建ての校舎が竣工する。
- 1990年2月13日 - 屋内運動場が竣工する。

## 教育方針
教育目標
- 豊かな人間性と確かな学力を身につけ、心身ともに健康でたくましい子どもを育成する。

## 学校行事
| - 4月 - 5月 - 6月 | - 7月 - 8月 - 9月 | - 10月 - 11月 - 12月 | - 1月 - 2月 - 3月 |

## 通学区域
- 吾妻地域
  - 土船
  - 庄野
  - 桜本（福島市立庭塚小学校通学区域を除く）[2]

## 進学先中学校
- 福島市立吾妻中学校[3]

## 学区 / 校区内の主な施設
- 福島県道5号上名倉飯坂伊達線
- 福島県道126号福島微温湯線
- 福島西工業団地
  - 日本ベクトン・ディッキンソン福島工場
  - 王子ネピア福島工場
- あづま総合運動公園

## 交通
- JR東日本福島駅より福島交通路線バス土船行乗車、茶畑バス停下車、徒歩10分[4]。